# Europejskie Obserwatorium Południowe

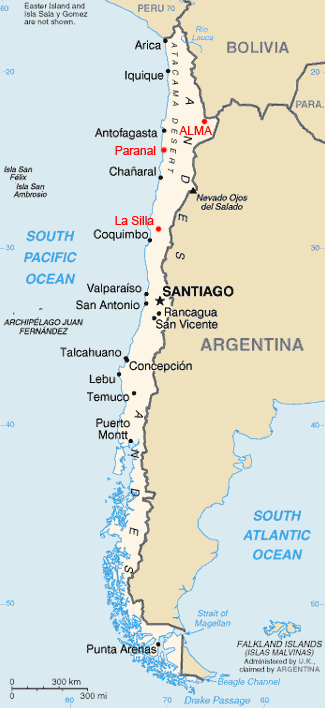
Położenie obserwatoriów ESO

Europejskie Obserwatorium Południowe (ang. European Southern Observatory – ESO) – międzynarodowa organizacja zrzeszająca europejskie kraje, powołana w 1962 roku w celu budowy i utrzymywania obserwatoriów astronomicznych na półkuli południowej.

## Historia
Początki ESO sięgają roku 1953, kiedy astronom Walter Baade zaproponował wybudowanie wspólnego obserwatorium dla europejskich astronomów. Po latach dyskusji i spotkań, 5 października 1962 roku pięć krajów podpisało konwencję o ESO. Były to: Belgia, Francja, Holandia, Niemcy i Szwecja. Wielka Brytania początkowo zaangażowana w ten pomysł nie przystąpiła do tego projektu. Uczyniła to dopiero w 2002 roku. Jako lokalizację rozważano teren w Republice Południowej Afryki. Ostatecznie wybrano Chile w Ameryce Południowej. Organizacja kupiła od rządu Chile 627 km² terenu i w 1969 roku oficjalnie otwarto pierwsze obserwatorium na górze La Silla. Jednak pierwsze teleskopy obserwatorium rozpoczęły pracę wcześniej. Obserwatorium to nadal działa (informacja z 2015). Kolejne obserwatorium ESO otworzyło w 1999 roku. W Obserwatorium Paranal umieszczone zostały cztery teleskopy VLT, wsparte kilkoma innymi teleskopami.
Chile to teren, na którym występują silne trzęsienia ziemi. Teleskopy ESO są tak skonstruowane, żeby były odporne na wstrząsy sejsmiczne.

## ESO obecnie
Instytucja jest jedną z największych i najbardziej liczących się organizacji do badań astronomicznych. Dysponuje około 140 mln euro rocznych składek od krajów członkowskich. Zatrudnia około 700 osób – naukowców, inżynierów, informatyków oraz personel techniczny i administracyjny.
Główna siedziba organizacji mieści się w niemieckiej miejscowości Garching niedaleko Monachium (Niemcy). Pełna nazwa organizacji brzmi Europejska Organizacja do Badań Astronomicznych na Półkuli Południowej. Jest to naukowe, techniczne i administracyjne centrum ESO. Organizacja posiada także biuro w Santiago w Chile. Większość urządzeń obserwacyjnych znajduje się w Chile. Do ESO należą trzy obserwatoria w rejonie tamtejszej pustyni Atakama:
- Obserwatorium La Silla (teleskopy 2,2 m, 3,6 m oraz 3,58-metrowy NTT)
- Obserwatorium Paranal (2,5 m, 4 m oraz Very Large Telescope)
- Obserwatorium Atacama Large Millimeter Array ALMA (zespoły radioteleskopów)
- ELT – w trakcie budowy, który ze zwierciadłem o średnicy 39,3 m będzie największym teleskopem optycznym/podczerwonym na świecie.

## Misja ESO[4]
Istotą misji jest wspieranie współpracy  w astronomii. Organizacja odegrała wiodąca rolę w tworzeniu Europejskiego Obszaru Badań (European Research Area) dla astronomii i astrofizyki.
Co roku wielu astronomów z krajów członkowskich i spoza nich prowadzi badania, korzystając z danych zebranych w obserwatoriach ESO. Astronomowie często tworzą międzynarodowe zespoły, a uzyskane wyniki są publikowane w setkach artykułów naukowych rocznie.
Organizacja prowadzi program staży dla młodych astronomów ze stopniem doktora oraz studentów. Starsi naukowcy pracują okresowo jako goście w placówkach ESO. Dodatkowo ESO posiada aktywny program międzynarodowych konferencji dotyczących czołowych tematów badań astronomicznych i technologii oraz udziela wsparcia logistycznego czasopismu Astronomy and Astrophysics.
Aby udostępnić użytkownikom coraz lepsze teleskopy i inne instrumenty astronomiczne, ESO ściśle współpracuje z wieloma europejskimi firmami z przemysłu nowoczesnych technologii. Dzięki temu astronomowie są w dużym stopniu zaangażowani w planowanie i budowę instrumentów naukowych do obecnych i planowanych teleskopów.

### Przepływ danych[4]
Wszystkie zgromadzone dane naukowe i kalibracyjne są przechowywane w Archiwum Naukowym ESO. Obejmuje kompletny zestaw wszystkich obserwacji uzyskanych od początku działalności VLT, interferometru VLTI oraz teleskopów VISTA i VST. Zawiera również obserwacje wykonane teleskopami w La Silla oraz submilimetrowym radioteleskopem APEX na Chajnantor. Obserwacje przechowywane w archiwum stają się dostępne (zazwyczaj) publicznie po roku od ich wykonania. Pozwala to na ich wykorzystanie przez innych naukowców.

### Prowadzenie obserwacji[4]
Proces obserwacji rozpoczyna się gdy astronomowie z całego świata nadsyłają opis proponowanych projektów. Wnioski są recenzowane przez ekspertów, a zaaprobowane projekty są poszerzane o dokładny opis obserwacji, które należy wykonać. Tradycyjnym sposobem prowadzenia obserwacji jest przydzielenie określonych dni, w których astronomowie muszą pojechać do teleskopu i osobiście przeprowadzić, przy pomocy personelu obserwatorium, obserwacje.

## Kraje członkowskie
Kraje członkowskie
- Austria
- Belgia
- Czechy
- Dania
- Finlandia
- Francja
- Hiszpania
- Holandia
- Irlandia
- Niemcy
- Polska
- Portugalia
- Szwajcaria
- Szwecja
- Wielka Brytania
- Włochy

Partner strategiczny
- Australia

Trwa procedura ratyfikacji umowy
- Brazylia

## Odkrycia naukowe ESO[4]
10 najważniejszych odkryć astronomicznych (stan na październik 2014).
1. Gwiazdy okrążające supermasywną czarną dziurę w Drodze Mlecznej.
 Kilka teleskopów ESO uczestniczyło w zbadaniu ruchu gwiazd wokół czarnej dziury, która znajduje się w centrum naszej Galaktyki. Badania były dokładniejsze niż wcześniejsze próby i trwały prawie dwadzieścia lat.
2. Przyspieszający Wszechświat.
Dwa zespoły badawcze wykorzystały obserwacje wybuchających gwiazd, w tym dane z teleskopów ESO w La Silla i Paranal, do udowodnienia, że rozszerzający Wszechświat przyspiesza. Za ten wynik przyznano w 2011 roku Nagrodę Nobla z fizyki.
3. Pierwsze zdjęcie planety pozasłonecznej (2M1207b)[1].
VLT uzyskał pierwsze w historii zdjęcie planety spoza Układu Słonecznego (2004)[1]. Planeta ta ma masę pięciokrotnie większą od Jowisza i krąży po orbicie wokół brązowego karła w odległości około 55 razy większej niż średnia odległość Ziemia-Słońce.
4. Rozbłyski gamma – związek pomiędzy supernowymi a zderzającymi się gwiazdami neutronowymi.
Teleskopy ESO rozwiązały zagadkę dotyczącą dwóch rodzajów rozbłysków gamma. Dostarczyły dowodu na to, że długie rozbłyski gamma są związane z eksplozjami gwiazd masywnych oraz były w stanie po raz pierwszy zaobserwować światło widzialne od krótkiego rozbłysku gamma, że najprawdopodobniej rozbłysk pochodzi od gwałtownej kolizji dwóch zderzających się gwiazd neutronowych.
5. Pomiar kosmicznej temperatury.
VLT wykrył cząsteczki tlenku węgla w galaktyce odległej o prawie 11 mld lat świetlnych. Pozwoliło to astronomom na dokonanie precyzyjnych pomiarów kosmicznej temperatury, po raz pierwszy dla tak odległej epoki.
6. Najstarsza znana gwiazda w Drodze Mlecznej.
Korzystając z VLT, astronomowie zmierzyli wiek najstarszej gwiazdy w naszej galaktyce. Wiek 13,2 mld lat oznacza, że gwiazda narodziła się w najwcześniejszej fazie powstawania Wszechświata. W gwieździe należącej do Drogi Mlecznej wykryto także uran, który został wykorzystany do oszacowania wieku Galaktyki.
7. Błyski z supernowej czarnej dziury w Drodze Mlecznej.
Dwa teleskopy, VLT i APEX połączono, aby zbadać błyski w pobliżu supermasywnej czarnej dziury w centrum Galaktyki, ujawniając materię rozciąganą w jej silnym polu grawitacyjnym. Ponadto obserwacje z VLT pokazały potężne błyski w podczerwieni pochodzące z otoczenia czarnej dziury. To silna sugestia, że obiekt bardzo szybko rotuje.
8. Bezpośrednie pomiary atmosfery planet pozasłonecznych.
Atmosfera wokół planety pozasłonecznej z kategorii superziem została po raz pierwszy przebadana dzięki badaniom przeprowadzonym za pomocą teleskopu VLT. Planetę GJ 1214 b obserwowano, gdy przechodziła przed swoją gwiazdą GJ 1214 i część światła gwiazdy przeszła przez planetarną atmosferę.
9. Najliczniejszy układ planetarny.
Astronomowie używający spektrografu HARPS odkryli system planetarny zawierający co najmniej pięć planet,okrążających gwiazdę HD 10180. Układ prawdopodobnie zawiera jeszcze dwie planety, z których jedna być może jest najmniej masywną planetą spośród odkrytych do tej pory. Co więcej, naukowcy uzyskali dowód, że odległości planet od ich gwiazdy są opisane regularną zależnością, podobnie jak ma to miejsce w Układzie Słonecznym.
10. Ruchy gwiazd Drogi Mlecznej.
Po ponad tysiącu nocy obserwacji w La Silla, rozciągających się na okres 15 lat, astronomowie zbadali ruchy ponad 14 000 podobnych do Słońca gwiazd znajdujących się w sąsiedztwie Układu Słonecznego. Okazało się, że nasza Galaktyka ma znacznie bardziej turbulentne i chaotyczne życie, niż do tej pory sądzono.

## Kalendarium[1]
- 1953 – Walter Baade proponuje ideę wspólnego obserwatorium dla europejskich astronomów.
- 1962 – Podpisanie konwencji o ESO przez Belgię, Francję, Holandię, Niemcy i Szwecję.
- 1963 – Wybór Chile na miejsce budowy obserwatorium.
- 1964:
  - ESO kupuje 627 km² terenu z górą La Silla od rządu Chile. Tam powstanie pierwsze obserwatorium.
  - Ratyfikowanie umowy o powstaniu ESO przez kraje członkowskie.
- 1966 – Pierwsze światło teleskopu 1-metrowego w La Silla.
- 1967 – Dania przystępuje do ESO.
- 1969 – Otwarcie Obserwatorium La Silla.
- 1976 – Pierwsze światło teleskopu 3,6-metrowego w La Silla.
- 1981 – Szwajcaria wstępuje do ESO.
- 1982 – Włochy wstępują do ESO.
- 1983 – Pierwsze światło teleskopu 2,2-metrowego MPG/ESO w La Silla.
- 1987 – Pierwsze światło 15-metrowego teleskopu submilimetrowego SEST.
- 1989 – Pierwsze światło teleskopu NTT (3,58 m) – wprowadzenie do astronomii optyki aktywnej.
- 1990 – Wybranie szczytu Cerro Paranal na miejsce budowy teleskopu VLT.
- 1998:
  - Obserwacje dowodzące, że Wszechświat rozszerza się coraz szybciej.
  - Pierwsze światło pierwszego teleskopu VLT.
- 1999: 
  - Obserwacje rozpoczyna 67-megapikselowa kamera WFI na teleskopie 2,2-metrowym.
  - Oficjalne otwarcie Obserwatorium Paranal.
- 2000:
  - Działa czwarty teleskop VLT.
  - Portugalia dołącza do ESO.
- 2001 – Pierwsze światło interferometru VLTI.
- 2002:
  - Obserwacja najdalszej znanej grupy galaktyk (13,5 mld lat świetlnych)
  - Pomiar średnicy Proximy Centauri za pomocą interferometru VLTI.
  - Wielka Brytania wstępuje do ESO.
- 2003:
  - Bezpośrednie wyznaczenie rozmiarów kątowych gwiazd alfa Centauri A i alfa Centauri B.
  - Obserwacje rozpoczyna spektrograf HARPS na teleskopie 3,6 metrowym.
  - Rozpoczęcie budowy sieci radioteleskopów ALMA.
- 2004:
  - Finlandia dołącza do ESO.
  - Najdokładniejszy pomiar dowodzący, że fundamentalne stałe fizyczne nie zmieniają się w czasie.Pierwsze zdjęcie planety pozasłonecznej (2M1207b).
- 2005 – Pierwsze światło teleskopu submilimetrowego APAX.
- 2006:
  - Hiszpania wstępuje do ESO.
  - Początek prac projektowych nad E-ELT.
- 2007:
  - Czechy stają się członkiem ESO.
  - Trzęsienie ziemi w Chile o sile 7,7 stopni w skali Richtera, obserwatoria nie zostały uszkodzone.
- 2008:
  - Austria wstępuje do ESO.
  - Nowe kalibracje dystansu do cefeid (z dokładnością do 1%)
  - Postawiono pierwszą antenę sieci ALMA.
- 2009:
  - Odkrycie egzoplanety o masie dwóch mas Ziemi (Gliese 581 e).
  - Pracę rozpoczyna teleskop do przeglądów VISTA.
- 2010:
  - Odkrycie najmasywniejszej gwiazdy (R136a1).
  - Pierwsze bezpośrednie widmo planety pozasłonecznej (HR 8799c).
  - Trzęsienie ziemi w Chile o sile 8,8 stopnia w skali Richtera, teleskopy ESO nie ucierpiały.
  - Wybrano lokalizację dla E-ELT, to Cerro Armazones w Chile.
- 2014:
  - Instrument SPHERE zainstalowany na VLT UT 3[2].
  - Polska podpisała umowę o wejście do ESO.
- 2015:
  - Polska ratyfikuje umowę z ESO.
  - SPHERE pokazuje swoją moc. Tworzy obrazy 3-krotnie ostrzejsze niż Kosmiczny Teleskop Hubble’a[2].